# Mariano Medarde
Mariano Medarde de la Fuente (Calatayud, siglo XIX-Gijón, 1899) fue un arquitecto español.

## Biografía

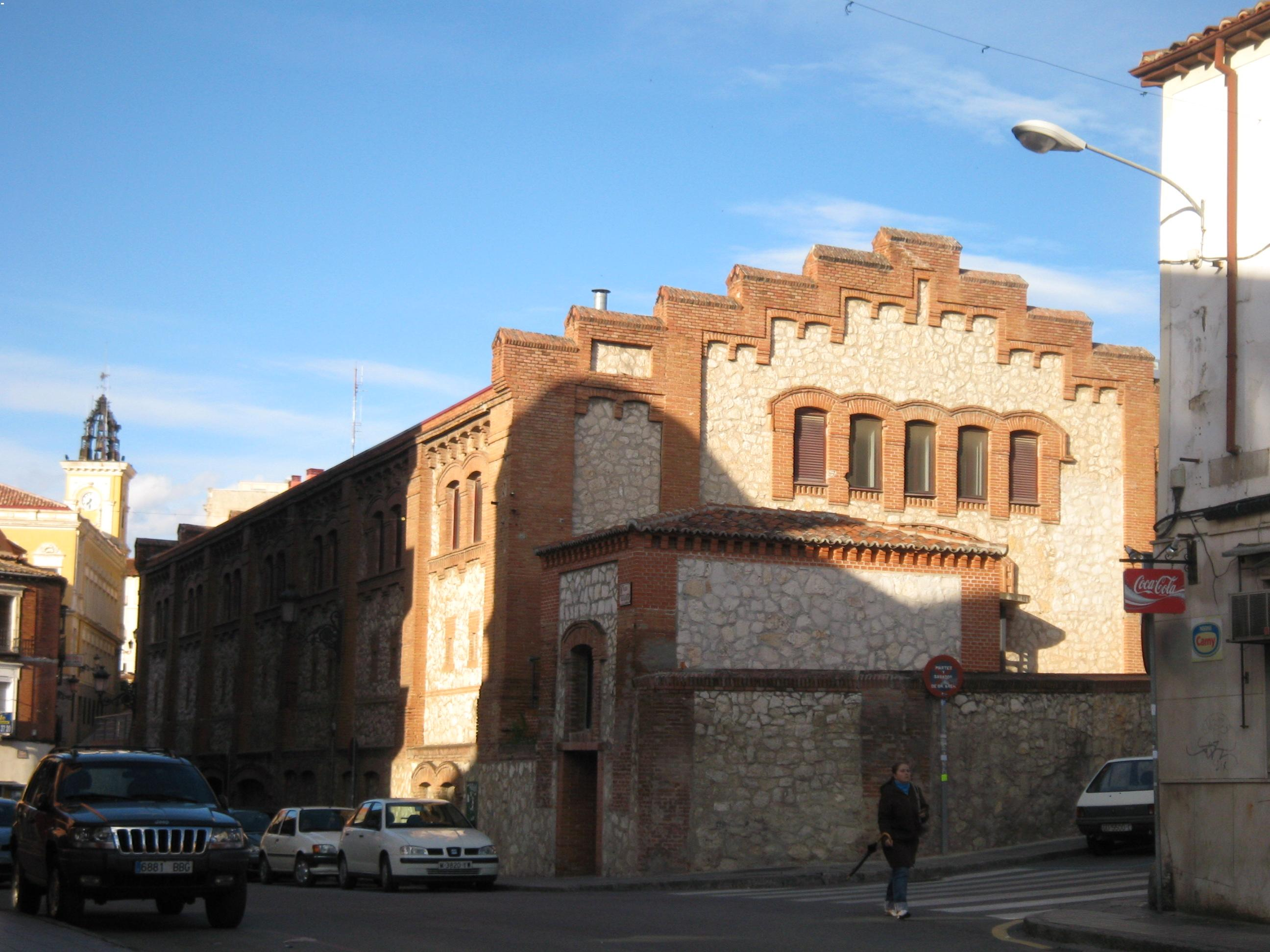
Mercado de abastos de Guadalajara

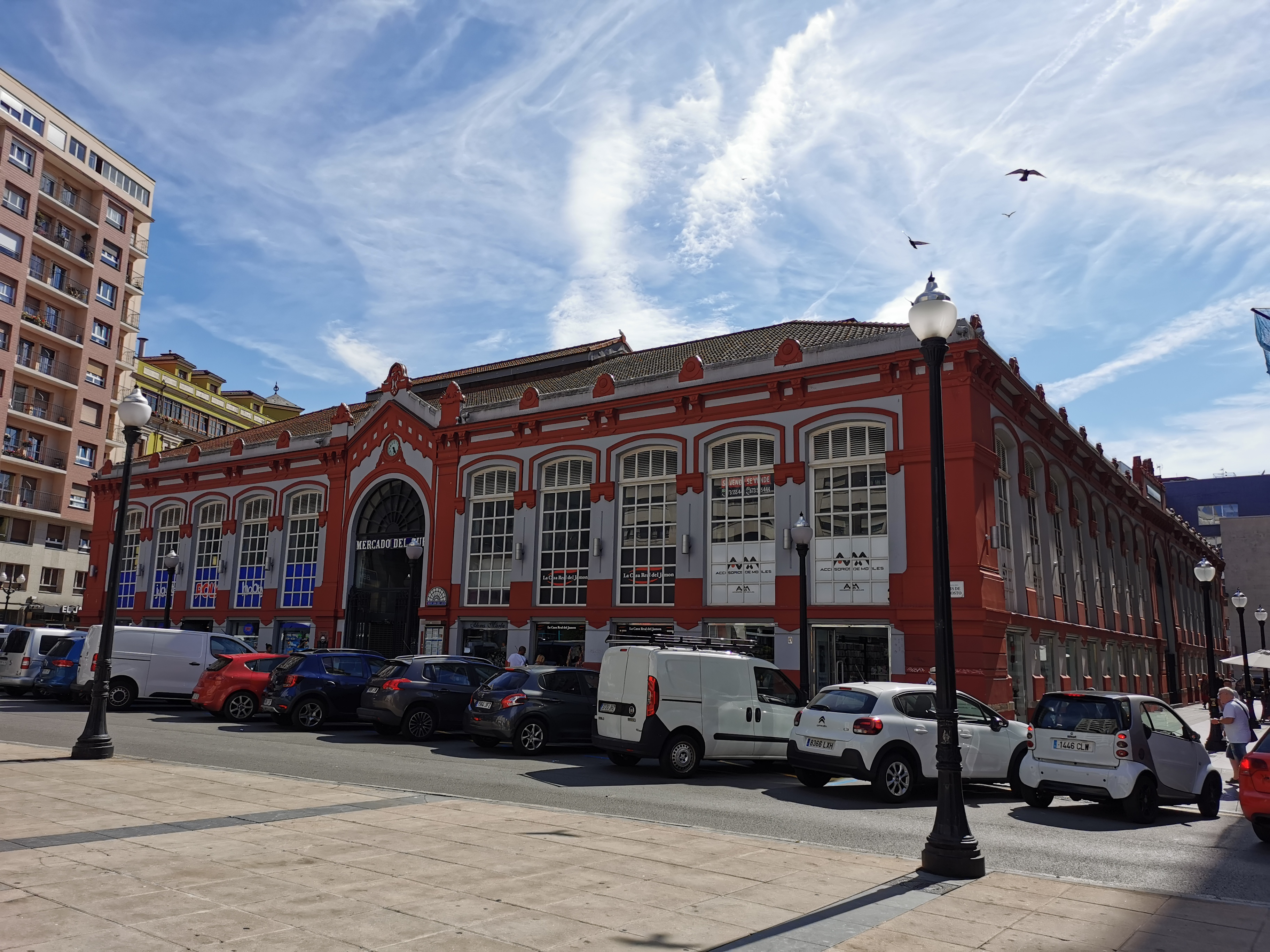
Mercado del Sur en Gijón

Nació en la localidad zaragozana de Calatayud, donde en 1877 construyó la plaza de toros. En Guadalajara fue arquitecto municipal y realizó allí en 1885 un proyecto, no materializado, para la reforma del santuario de Nuestra Señora de la Antigua, además de la ampliación del cementerio municipal de la ciudad y la construcción del mercado de abastos. También fue arquitecto provincial de Soria y, posteriormente, desde 1891, arquitecto municipal de Gijón. Allí participó en obras de arquitectura funeraria en el cementerio de Ceares y proyectó el mercado del Sur. Falleció en Gijón hacia finales de 1899. Existe una calle con su nombre en Gijón.